# Team Elf
Il Team Elf è stata una squadra sportiva organizzata dalla ELF Aquitaine per competere nelle competizioni di motociclismo del motomondiale.

## Storia

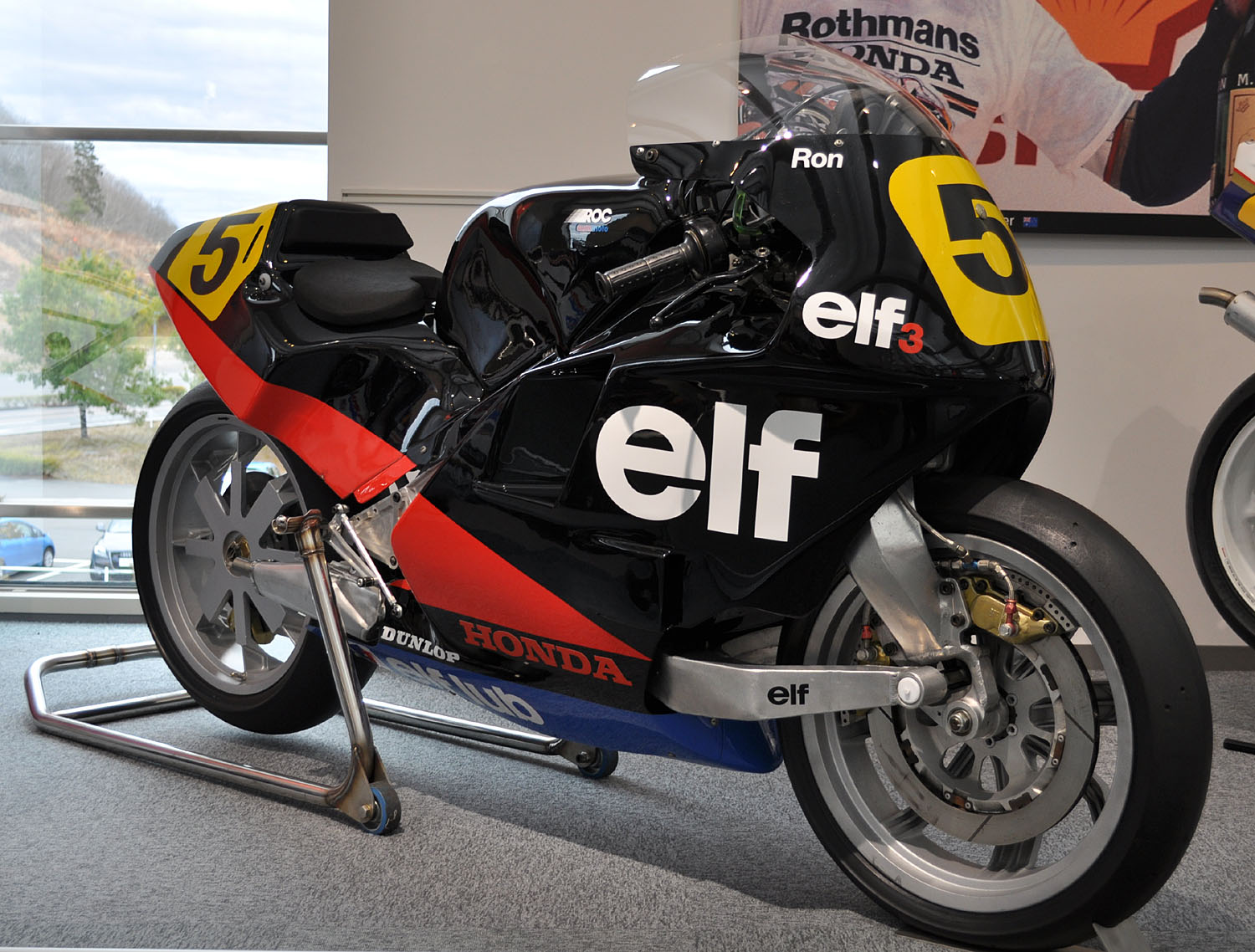
La Elf 3 guidata nel 1986 da Ron Haslam.

La Elf, azienda petrolifera francese conosciuta soprattutto per le sponsorizzazioni nelle competizioni automobilistiche di Formula 1, dopo aver effettuato sponsorizzazioni anche nel mondo delle due ruote sin dal 1972 ha presentato dei prototipi di motociclette con soluzioni piuttosto futuristiche per entrare nel motomondiale del 1978, con la ELF x. La moto presentava ad esempio sospensioni (anteriori e posteriori) e forcelloni oscillanti monobraccio. Questa prima avventura della Elf durò fino al 1988, con l'evoluzione del progetto che aveva preso nel frattempo il nome di ELF 5. L'avventura nel mondo delle corse aveva però dato poche soddisfazioni e aumentato il debito nei confronti di Honda a cui sono stati ceduti i 13 brevetti riguardanti tali sospensioni, tale mezzo venne rivisto ed utilizzato anche nel campionato endurance con il nome Elf-e dal 1981 al 1983.
Nel 1996 si ripresentò, raccogliendo intorno a sé un gruppo di tecnici con l'intento di presentare una motocicletta interamente europea per contrastare le case motociclistiche giapponesi.
Il propulsore era un motore a due tempi in configurazione V4 costruito dall'azienda svizzera Swissauto ed era montato in un telaio costruito da tecnici francesi di provenienza ROC (gli stessi che avevano dato origine al progetto ROC-Yamaha). Lo sponsor principale presente sulle carenature fu la Pepsi e i piloti iniziali lo svizzero Adrian Bosshard e lo spagnolo Juan Bautista Borja. Il primo dei due durante l'anno venne sostituito da altri, tra i quali Chris Walker.
L'anno seguente il pilota principale restò lo spagnolo, affiancato dal tedesco Jürgen Fuchs; il risultato migliore fu un sesto posto in Brasile e durante l'anno la moto giunse a punti per 13 volte.
L'esperimento della Elf 500 terminò alla fine del 1997 ma la motocicletta venne presentata alla partenza delle gare anche i due anni successivi con la nuova marchiatura di MuZ Weber, seguita addirittura dalla ripresentazione, nel Motomondiale 2001, con la marchiatura Pulse.

### Piloti
| Anno | 1° pilota          | 2° pilota          | 3° pilota            |
| ---- | ------------------ | ------------------ | -------------------- |
| 1983 | Didier de Radiguès |                    |                      |
| 1984 | Didier de Radiguès | Christian le Liard |                      |
| 1985 | Didier de Radiguès | Christian le Liard | Pierre-Etienne Samin |
| 1986 | Ron Haslam         | Christian le Liard |                      |
| 1987 | Ron Haslam         |                    |                      |
| 1988 | Ron Haslam         | Malcolm Campbell   |                      |

| Anno | 1° pilota           | 2° pilota    | 3° pilota       |
| ---- | ------------------- | ------------ | --------------- |
| 1996 | Juan Bautista Borja | Chris Walker | Adrian Bosshard |
| 1997 | Juan Bautista Borja | Jürgen Fuchs |                 |

### Posizioni in classifica, anno per anno
| 1996 | 1997 |
| ---- | ---- |
| 5°   | 6°   |